# جينان
جينان وهي مدينة شبه الإقليمية وعاصمة مقاطعة شاندونغ في جمهورية الصين الشعبية. وقد لعبت منطقة جينان في الوقت الحاضر دورا هاما في تاريخ المنطقة من البدايات الأولى للحضارة وتطورت إلى المنطقة الرئيسية والاقتصادية والإدارية مركز النقل الوطني. وتقع مدينة شاندونغ في الشمال الغربي من البلاد حوالي 400 كيلومتر (250 ميل) إلى الجنوب من العاصمة الوطنية بكين ،فتحدها ياوتشنغ إلى الجنوب الغربي، ديشو إلى الشمال الغربي، بينشو إلى الشمال الشرقي، تسيبو إلى الشرق، لايوو إلى الجنوب الشرقي وتايآن إلى الجنوب.

## التاريخ
سكنت منطقة جينان لأكثر من 4000 سنة. واكتشفت لأول مرة ونغشان العصر الحجري الحديث في الثقافة تشينغزيا (الصينية: 崖 城子 ؛ بينيين: Chéngzǐyá) موقع إلى الشرق من مدينة جينان في عام 1928. واحدة من السمات المميزة للثقافة ونغشان هي قطع فخار عجلة معقدة. الأكثر شهرة هو الفخار الأسود البيض قذيفة "" مع سمك الجدار.

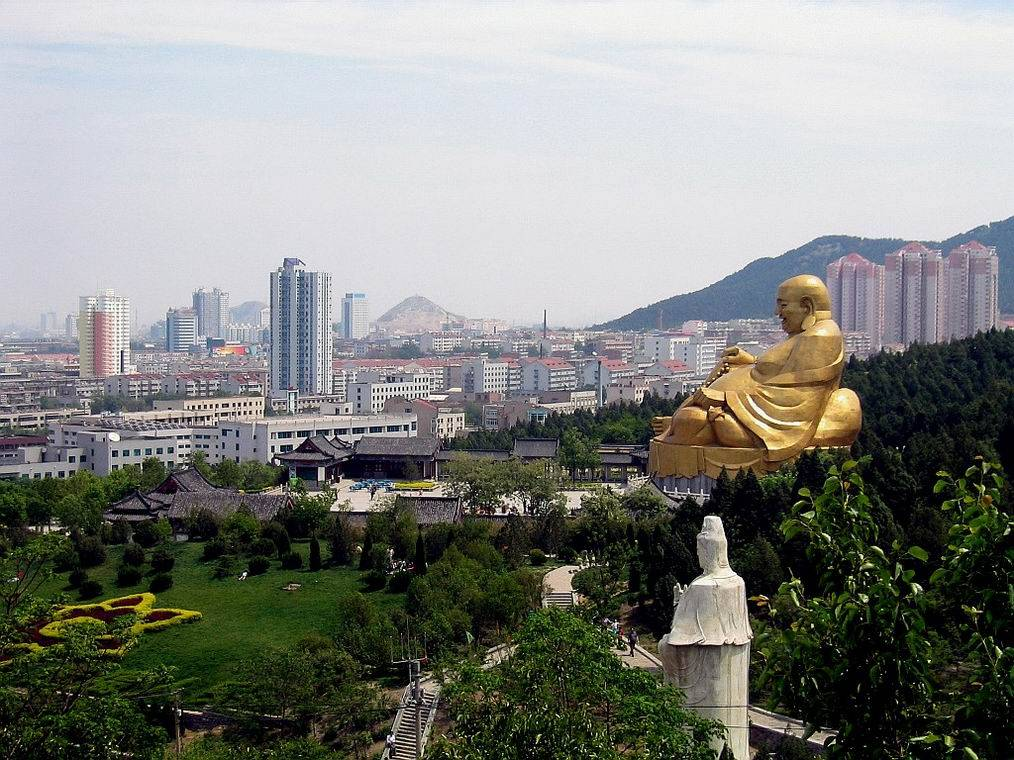
منظر للمدينة من جبل الالف بوذا

في فترة أسرة هان (206 قبل الميلاد—220 م)، كانت جينان عاصمة مملكة جيباي (الصينية: 济 北国) وتطورت لتصبح مركزا ثقافيا واقتصاديا في المنطقة. قبر سلالة هان حيث دفن الملك الأخير للجيباي، ليو كوان (الصينية: 宽 刘 ؛ بينيين: ليو كوان)، تم حفرها في شوانغرو الجبلية (الصينية: 山 双乳) من قبل علماء الآثار من جامعة شاندونغ في عام 1995 وعام 1996. أكثر من 2000 التحف مثل السيوف اليشم، وأقنعة اليشم، تم انتشال الوسائد اليشم داخل 1,500 متر مربع موقع الحفر، والتأكيد على ثروات المدينة خلال هذه الفترة. كاو كاو كان مسؤول في جينان قبل أن يصبح الحاكم الفعلي لاسرة هان. أطاح ابنة الإمبراطور الأخير من هان وأسسوا مملكة وي (220—265 م) لفترة الممالك الثلاث.

## ديموغرافيا
في عام 2005، كان يقدر عدد سكان المنطقة بأكملها تحت الولاية القضائية لمدينة جينان 5,690,000، بالإضافة إلى 2.54 مليون يعيشون في المناطق الحضرية. بحلول عام 2009، ارتفع مجموع عدد السكان إلى نحو ستة ملايين نسمة. السكان أغلبيتهم من إثنية الهان(98.3 ٪)، مع أجزاء صغيرة جدا من هوى والمانشو الصينية. لدى جينان جالية مسلمة كبيرة تركزت في الحي الإسلامي في المدينة، التي تقع إلى الغرب من المركز التاريخي

## مدن شقيقة
- واكاياما، واكاياما، اليابان.
- كوفنتري، المملكة المتحدة.
- ياماغوتشي، اليابان.
- رين، فرنسا.
- ساكرامنتو، كاليفورنيا، الولايات المتحدة الأمريكية.
- ريجينا, ساسكاتشوان، كندا.
- بورت مورسبي،  بابوا غينيا الجديدة.
- سوان, كوريا الجنوبية، كوريا الجنوبية.
- جوندالوب، أستراليا.
- برايا،  الرأس الأخضر.
- آوغسبورغ، ألمانيا.
- فانتا (فنلندا)، فنلندا.
- نيجني نوفغورود، روسيا.